# Javorina (Západní Tatry, 1581 m)
Javorina (1581 m n. m.) (polsky Jaworzyna) je vrchol v severní části Západních Tater na Slovensku.

## Poloha
Nachází se v geomorfologické části Osobitá , v severní části Západních Tater, přibližně 1 km severně od Zverovky. Leží v mohutném masivu Osobitej, od které je oddělena výrazným sedlem. Patří do katastrálního území obce Zuberec. Vrcholem Javoriny vede jižní hranice národní přírodní rezervace Osobitá.

## Přístup
Poloha vrchu na okraji chráněného území limituje možnosti přístupu na jeho vrchol. Jediný,  zeleně značený chodník, vede ze Zverovky, resp. z opačného směru z Lúčnej přes Roh a Kasne.